# David Vega (calciatore)
David Vega (Guiñazú, 17 novembre 1980) è un ex calciatore argentino, di ruolo centrocampista.

## Caratteristiche tecniche
È un esterno mancino.

## Carriera
È cresciuto nelle giovanili del General Paz Juniors.